# Aleš Kurt
Aleš Kurt (Zenica, 1965.) je bosanskohercegovački redatelj i scenarist.

## Životopis
Godine 1992., završio je studij režije na beogradskoj Akademiji za pozorište, film i televiziju. Nakon završenog studija, otputovao je u Europu. Godine 1996., odlučio se vratiti u Sarajevo, kako bi predstavio predstave Pad i Macblettes. Režirao veliki broj predstava u različitim teatrima. Pisao scenarije i pozorišne komade. Kasnije se oženio glumicom Belmom Lizde-Kurt, s kojom je imao sina Jana, koji je tragično poginuo u desetoj godini života. Osnovao 2014 prvi Festival ulične umjetnosti u Sarajevu. Od 2017. bio je direktor Sarajevskog ratnog teatra - SARTRA. Objavio je dramu God luck Mr Gorsky. Godine 2024. postavio je svoju predstavu Tri prikazivanja Boga u Narodnom kazalištu u Tuzli.

## Filmografija
- Istočno od istoka (1990.)
- Prokleta je Amerika (1992.)
- Šta se desilo sa mojim prijateljima? (1994.)
- Portret reditelja (1996.)
- Lutkokaz (2001.)
- Rolo Koster (2008.)
- Hranoljupci (2009.)
- Akumulator (2011.)
- Vodič za autostopere kroz umjetnost (2012.)
- Guber (2013.)
- Top je bio vreo (2014.)
- 4.47 za Visoko (2019.)

## Vanjske poveznice
- Aleš Kurt u internetskoj bazi filmova IMDb-u (engl.)